# Ноябрьский кризис 1975 года (Португалия)
Ноябрьский кризис 1975 года — политический кризис 21 — 28 ноября 1975 года в Португалии, вызванный противостоянием политических группировок в государстве, армии и обществе при решении вопроса о дальнейшем развитии страны и приведший к стихийному выступлению ряда воинских частей во главе с офицерами, придерживающимися левых взглядов. Подавление вооружённого выступления привело к окончанию революционного процесса в Португалии, начатого Революцией гвоздик в 1974 году, и переходу к демократическому конституционному правлению в 1976 году.

## Причины
Деятельность правительств генерала Вашку Гонсалвиша, развернувшего в Португалии радикальные социально-экономические преобразования и попытка левых офицеров из Движения вооружённых сил (ДВС) внедрить в стране систему «прямой демократии», вызвали раскол в ДВС и армии. Возглавившей оппозиционное движение «Группе девяти» удалось добиться отставки Гонсалвиша и прекращения реформ до введения конституционного правления. Однако конфликт не был разрешен окончательно. В среде португальской правящей элиты и в командовании армии сложилось три влиятельные группировки, каждая из которых по-своему видела будущее страны:
- «Группа девяти» — офицеры умеренно-левых и центристских взглядов во главе с министром иностранных дел майором Мелу Антунешем, командующим Центральным военным округом бригадным генералом Франку Шараишем, командующим Северным военным округом бригадным генералом Пезаратой Коррейя, влиятельным членом Революционного совета капитаном Васку Лоуренсу и другими. Контролировала Революционный совет и высшее командование армии, фактически обладала политической властью в стране. Пользовалась поддержкой Португальской социалистической партии;
- Левонастроенные офицеры, группировавшиеся вокруг командующего Оперативным командованием на континенте (КОПКОН) бригадного генерала Отелу Сарайва ди Карвалью. Не имела общего руководства. С августа 1975 года союзником Сарайва ди Карвалью являлся начальник Главного штаба сухопутных сил Португалии бригадный генерал Карлуш Фабиан. Обладала большим влиянием в армии. Группировку поддерживали леворадикальные организации;
- «Военная группа» — офицеры правых взглядов, группировавшиеся вокруг Оперативного командования в Амадоре. Возглавлялась командиром диверсионного полка в Амадоре полковником Жайме Невишем, начальником Оперативного командования в Амадоре подполковником Антониу Рамалью Эанишем и другими. Обладала большим влиянием в армии и пользовалась поддержкой правых партий.

15 ноября 1975 года ведущие члены «Группы девяти» встретились в Ларанжейраш (Laranjeiras) с руководителями «Военной группы» генералом Анибалом Пинту Фрейре, полковником Жайме Невишем и подполковником Рамалью Эанишем и объединили свои усилия против левой группировки.

## Начало конфликта
Обострение напряженных отношений между двумя группировками произошло после того, как 20 ноября 1975 года VI Временное правительство по рекомендации лидера Португальской социалистической партии Мариу Суареша и идеолога ДВС и «Группы девяти» майора Мелу Антунеша приостановило свою деятельность. На следующий день, в пятницу 21 ноября генерал Отелу Сарайва ди Карвалью на заседании Революционного совета был подвергнут беспощадной критике и снят с поста командующего Лиссабонским военным округом (порт.  Região Militar de Lisboa). На его место был назначен член «Группы девяти» капитан Васку Коррейя Лоуренсу, произведённый в бригадные генералы по должности. Но этот шаг вызвал протест в ряде воинских частей. Полк военной полиции, расквартированный рядом с президентским дворцом «Белен», и 1-й артиллерийский полк (RALIS), расквартированный у международного аэропорта Портела, отказались подчиняться приказам Революционного совета и нашли поддержку среди левонастроенных офицеров португальской армии. Президент Франсишку да Кошта Гомиш был вынужден отложить выступление в силу приказа о назначении Васку Лоуренсу. 22 ноября на рассвете на заседании Революционного совета капитан Васку Лоуренсу подтвердил свой отказ от должности командующего Лиссабонским военным округом. Утром Президент Кошта Гомиш пригласил в президентский дворец лидера социалистов Мариу Суареша и два с половиной часа уговаривал его сформировать двухпартийный кабинет из социалистов и коммунистов. Соариш категорически отказался, заявив, что это будет отвечать только интересам ПКП. По призыву Португальской социалистической партии по всей стране начались демонстрации с требованиями отставки генералов ди Карвалью и Фабиана. В тот же день командир полка коммандос полковник Жайме Невиш и его заместитель майор Лобату Фернанду ди Фариа направили Франсишку да Коште Гомишу прошение переподчинить их напрямую Генеральному штабу армии и вывести из-под командования КОПКОН. Невиш заявил корреспонденту еженедельника «Баррикада» — «Пусть меня только позовут. Со своими ребятами я наведу в порядок в одно мгновение». Две тысячи единиц боевого оружия были доставлены в расположение полка коммандос в Амадоре.

## Хроника развития конфликта

### 23 ноября
- Распространён «Манифест революционных офицеров» (порт.  «Manifesto de Oficiais Revolucionários»), в котором говорится, что настало время двигаться вперёд, к социалистической революции.
- Мариу Суареш, Антониу Лопиш Кардозу и Жоржи Кампинуш выступают на митинге ПСП в Аламеда (Лиссабон) с резкой критикой Португальской коммунистической партии, Алвару Куньяла и крайних левых организаций. Они требуют от Президента Республики принять решительные меры. Суареш заявляет, что социалисты будут бороться с оружием в руках против «сторонников авантюр» (порт.  «os partidários da aventura»).
- Президент Франсишку да Кошта Гомиш принимает решение созвать Революционный совет 24 ноября для решения вопроса о снятии генерала Отелу Сарайва ди Карвалью с поста военного губернатора Лиссабона.
- Около ста офицеров и солдат Учебной десантной базы (порт.  Base-Escola de Tropas Pára-Quedistas) в Танкуше требуют отставки начальника Главного штаба ВВС генерала Мораиша да Силвы и генерала Пинью Фрейре, командующего 1-м воздушным округом (порт.  1.ª Região Aérea). Парашютисты занимают авиабазу в Монсанту, где захватывают 7 самолётов «Фиат» и три вертолёта резерва командования округом на базе в Монтижу. Эти действия получают название операция «Красная 8» (порт.  «Operação Vermelho 8»).
- Над базой в Танкуше с целью запугивания проходят самолёты ВВС.
- В распоряжение Северного военного округа переданы десантники и вооружения, доставленные 22 ноября из Анголы судном «Ньяса».

### 24 ноября
- Временный секретариат Комитета работников промышленного пояса Лиссабона (порт.  Secretariado Provisório das Comissões de Trabalhadores da Cintura Industrial de Lisboa) и Интерсиндикал проводят частичную двухчасовую забастовку (с 16:00 до 18:00) в знак протеста против любых изменений в командовании Лиссабонского военного округа. «Манифест революционных офицеров» находит поддержку в профсоюзной среде.
- Жозе Сарамагу пишет в своей колонке в «DIÁRIO DE NOTÍCIAS» — «У революции нет будущего. Она не движется, она умирает» (порт.  «a revolução não avança. E não avançando, morre»).
- 500 десантников из Анголы с судна «Ньяса» перебрасываются к базе в Танкуше.
- В течение десяти часов идёт заседание Революционного совета. Революционный совет утверждает назначение Васку Лоуренсу военным губернатором Лиссабона (comando do Governo Militar de Lisboa). Решено расформировать Учебную десантную базу в Танкуше. В это время колонна бронетехники под командованием полковника Жайме Невиша двигается в Лиссабон.
- Моторизованные подразделения 6-го кавалерийского полка под командованием капитана Алфреду Ассунсона (Alfredo Assunção), прибывшие из Анголы на судне «Ньяса», перебрасываются в распоряжение Северного округа.
- Собрание мелких и средних землевладельцев в Риу-Майор, откуда 13 июля 1975 года начались разгромы отделений Португальской коммунистической партии, требует отставки государственного секретаря по делам сельского хозяйства Антониу Перейры.
- В 18:00 Фермеры из Риу-Майор при поддержке Учебной кавалерийской школы в Сантарене перекрыли завалами подъездные шоссейные дороги, ведущие в Лиссабон, и железную дорогу[1].

## Вооружённое выступление 25 ноября и его провал
- 02:00 — делегация землевладельцев из Риу-Майор встречается с президентом Коштой Гомишем и требует отставки генерала ди Карвалью. Они угрожают перекрыть в Риу-Майор водопровод и газопровод, снабжающие Лиссабон водой и газом, и отключить в столице электричество[4].
- На рассвете четыре бронеавтомобиля «Chaimite» из состава сил Оперативного командования в Амадоре заняли позиции перед президентским дворцом «Белен».
- 04:30 — распространено заявление Революционного совета, подтверждающее назначение Вашку Лоуренсу военным губернатором Лиссабона. Революционный совет заявляет, что будет вести «решительные военные действия против кого бы то ни было, поднимающего военный мятеж» (порт.  «uma decidida acção militar contra quem quer que seja que desencadeie acções de rebelião armada»)[1].
- В защиту бригадного генерала Отелу Сарайва ди Карвалью выступает межполковая солдатская комиссия, которая призывает провести 27 ноября демонстрацию в его защиту и командиры частей столичного гарнизона. В верных ди Карвалью полку военной полиции, 1-м артиллерийском («красном») полку (RALIS), в казармах морской пехоты на другом берегу Тежу объявляется тревога[3].
- На рассвете десантники Танкуша берут под контроль авиабазы Танкуш, Монти-Реал и Монтижу, Защитники баз братаются с восставшими. Они захватывают штаб командования 1-го воздушного округа на холме Монсанту. Там восставшие арестовывают командующего округом генерала Пинью Фрейре. Десантники протестуют против расформирования Учебной десантной базы, назначения Вашку Лоуренсу, требуют расследования деятельности генералов Мораиша да Силвы и Пиньо Фрейре, и отставки членов Революционного совета от ВВС подполковника Кошты Невиша и майора Канту э Каштру[1].
- Арестованный генерал Пинью Фрейре, которого даже не лишили связи, по телефону связывается с генералом Мораишем да Силвой. В это время восставшие берут под контроль штаб ВВС на площади Либердаде в Лиссабоне[4].
- 06:00 — узнав об этом подразделения 1-го артиллерийского полка (RALIS) занимают позиции на подступах к шоссе № 1, ведущему к аэропорту Портела и арсеналам в Бейролаше . В то же время подразделения Школы военной администрации (порт.  Escola Prática de Administração Militar (EPAM)) берут под контроль студии Португальского радио и телевидения в Лумиаре[1]. Двое солдат зачитывают по телевидению резолюцию о снятии с постов генералов Пинью Фрейре и Мораиша да Силвы. Руководство студией берёт на себя бывший сотрудник 5-го отдела Генерального штаба капитан Дуран Клементе[4]. Командующему КОПКОН генералу ди Карвалью, который находится в штабе Оперативного командования на континенте, сообщают о выступлении частей столичного гарнизона[5].
- 07:00 — 65 десантников под командой сержанта Мануэла Ребошу занимают радиотехнический Центр обнаружения и оповещения на холме Монсанту[1]. В это время генерал Отелу Сарайва ди Карвалью покидает штаб КОПКОН и отправляется домой спать[5].
- 09:00 — во дворце «Белен» начинается чрезвычайное заседание Революционного совета и высшего командования.
- Во дворце «Белен» создан командный пункт. Руководство предстоящими операциями возлагается на президента, начальника генерального штаба генерала Франсишку да Кошта Гомиша, капитана Вашку Лоуренсу и бригадного генерала Васку да Роша Виейру. Оперативное командование осуществляет подполковник Антониу Рамалью Эаниш[1].
- 12:00 — генерал ди Карвалью возвращается в штаб КОПКОН, где царит эйфория, которую поддерживают сторонники Революционной партии пролетариата. Там считают, что восставшие уже преподнесли «буржуазии решительный урок»[5].
- 13:35 — распространена нота Генерального штаба армии, в которой говорится, что неповиновение будет пресечено всеми имеющимися силами. Генеральный штаб, говорится в ноте, считает, что восстание преследует широкие политические цели, а не направлено только против генералов Мораиша да Силвы и Пинью Фрейре.
- 14:00 — президент Кошта Гомиш вызывает бригадного генерала Отелу Сарайва ди Карвалью в президентский дворец «Белен».
- 14:30 — Отелу Сарайва ди Карвалью проводит в штабе КОПКОН совещание с участием полковника Артура Батишты, полковника Эурику Корвашу, подполковника Арнана Метелу, майора Арлинду Диаша Феррейру, майора Барау да Кунья, капитана Лоуренсу Маркиша, капитана Тассу ди Фигейреду, капитана Феррейры Родригиша и других офицеров.
- 15:00 — Отелу Сарайва ди Карвалью прибывает во дворец «Белен» и задерживается по распоряжению президента без объявления официального ареста.
  - «Группа девяти» использует систему связи Португальской социалистической партии для координации действий между командным пунктом в «Белене» и оперативной группой в Амадоре. Координация возлагается на полковника Амадеу Гарсиа душ Сантуша.
  - Командующий Северным военным округом бригадир Антониу Пиреш Велозу, известный правыми антикоммунистическими позициями, ставит войскам округа задачи обеспечить безопасность структур Национального радио и телевидения, аэропорта и авиабазы Кортегаса. Он также заявляет, что на любую попытку атаки ответит вооружённым сопротивлением.
  - Заместитель начальника Главного штаба ВВС по кадрам, начальник департамента логистики бригадный генерал Жозе Лемуш Феррейру вместе с полковником Паулину Коррейя создают в штабе Северного военного округа командный пункт для координации действий военно-воздушных сил.
- 16:00 — президент Франсишку да Кошта Гомиш связывается с Алвару Куньялом и получает от него заверения, что активисты Португальской коммунистической партии не выйдут на улицы и не вмешаются в конфликт между военными. Он также выясняет у руководства Интерсиндикала, будут ли они выводить рабочих на улицы и блокировать армейские казармы.
- 16:30 — президент Кошта Гомиш берёт на себя командование КОПКОН и объявляет военное положение в Лиссабонском военном округе.
- 16:30 — Объявлен президентский декрет №.º 670-A/75, объявляющий осадное положение в Лиссабонском военном округе с приостановлением действия конституционных гарантий. Армия берёт под контроль гражданские власти.
- 17:00 — полк коммандос Жайме Невиша начинает выдвигаться к холму Монсанту и позициям восставших частей
- 16:45 — приостановлена работа Учредительного собрания
- 17:00 — полк военной полиции занимает студии национального радио. Авиация с авиабазы Кортегаса совершает наблюдательные полёты над Лиссабоном, и имитируют налёты на восставшие части с целью запугивания
- В Порту Мариу Суариш встречается с бригадными генералами Антониу Пирешом Велозу и Жозе Лемулем Феррейру.
- полковник Леал ди Алмейда приказывает личному составу 1-го артиллерийского полка прекратить выступление в поддержку десантников Танкуша[1].
- 18:30 — из студии телевидения захваченной личным составом Школы военной администрации, парашютисты Танкуша пытаются объяснить стране причины своего выступления[6].
- Группы сторонников различных партий и членов профсоюзов пытаются либо организовать движение в поддержку восставших, либо уговорить их прекратить мятеж.
- 19:15 — коммандос из Амадоры на 25 бронемашинах окружают авиабазу на холме Монсанту. Их командир полковник Жайме Невиш влезает с мегафоном на бронетранспортёр и кричит, что начнёт штурм через 15 минут, если мятежники не сдадутся. Парашютисты пытаются связаться с 1-м артиллерийским полком, но связи нет. Жайме Невиш даёт ещё 10 минут на размышление, в это время над авиабазой проносятся самолёты ВВС, ожидающие команды начать бомбардировку[5]. Восставшие парашютисты без сопротивления сдаются коммандос из Амадоры. Коммандос занимают и штаб 1-го воздушного округа[1].
- 19:15 — капитан Франсишку Фариа Паулину и 30 его подчинённых сдались коммандос на холме Монсанту.
- Капитан-лейтенант Карлуш ди Алмада Контрераш от имени командования флотом заявляет, что силы ВМФ должны оставаться в боевой готовности, но моряки не должны покидать казарм.
- 20:45 — передачи Национального радио переключены на радиостудии города Порту.
- 21:10 — заместитель командира Школы военной администрации капитан Мануэл Дуран Клементе начинает своё выступление по телевидению из студий в Лумиаре, но передачи переключаются на телестудию Монте ди Вирген в Порту, где демонстрируется американский художественный фильм.
- 21:30 — президент Кошта Гомиш контролирует теле— и радиокоммуникации Португалии. Генерал Отелу Сарайва ди Карвалью выступает на его стороне.
- 22:00 — генерал Анибал Пиньо Фрейре вновь берёт на себя командование 1-м воздушным округом.
- 22:10 — подразделения, подчинённые Генеральному штабу армии, занимают радиостанцию «Rádio Clube Português».
- 22:20 — объявлено о сдаче десантников на базе Монте-Реал. Бронемашины Жайме Невиша усиливают охрану дворца «Белен».
- Ночью занята и демонтирована радиостанция «Голос революции» («Rádio Voz da Revolução»), работавшая в Сетубале с октября[1].

## Ликвидация последствий восстания и угасание кризиса

### 26 ноября
- 00:39 — Португальская социалистическая партия, Народно-демократическая партия и Социально-демократический центр подтверждают свою поддержку правительству
- 00:59 — распространено коммюнике Португальской коммунистической партии, в котором говорится, что страна стоит перед риском кровавых столкновений, которые будут на руку реакции и фашизму и облегчат установление новой диктатуры[6].
- 02:00 — коммандос Жайме Невиша, открыв пулеметный огонь в воздух, разгоняют демонстрантов перед президентским дворцом «Белен». Несколько человек ранены. Десятки добровольцев роют оборонительные окопы вокруг расположения восставшего полка военной полиции
- 04:00 — ряд военачальников, в том числе заместитель командующего Лиссабонским военным округом полковник Силва Карвалью, заявляют о своей верности Президенту Республики[1].
- 04:20 — Революционный совет запрещает выпуск всех газет в среду 26 ноября в Лиссабонском военном округе.
- 06:00 — командир 1-го артиллерийского полка майор Диниш ди Алмейда вызван в президентский дворец «Белен» и там арестован[7].
- 08:15 — коммандос из Амадоры захватывают штаб полка военной полиции. Погибает 8 человек
- Пехотные роты Порту (капитан Тригу), Вилла-Реаль (капитан Фонтиш) и Браги (капитан Абреу Кардозу) из состава сил Северного военного круга перебрасываются в Лиссабон в распоряжение Генерального штаба армии. Учебная пехотная школа в Мафре из состава войск Центрального военного круга по приказу начальника Генерального штаба находится в состоянии боевой готовности. Утром колонна бронемашин из Сантарена под командованием Фернанду Салгейру Майя прибыла в Лиссабон[1].
- 12:00 — бронеколонна Салгейру Майя вступает в северные окраины Лиссабона. Она заставляет сдаться личный состав 1-го артиллерийского полка и берёт под контроль расположенные неподалёку арсеналы[7].
- Днём демонстрации в Сетубале и Алфейте разгоняются. Школа военной администрации (EPAM), кавалерийский полк № 11 в Эштремоше и авиабаза в Монтижу переходят в прямое подчинение Генеральному штабу армии. Пресса Португальской социалистической партии пишет о провале попытки переворота
- Майор Мелу Антунеш заявляет по телевидению, что Португальская коммунистическая партия необходима для португальской демократии, и предотвращает её разгром

За участие в событиях 25 ноября были арестованы майоры Мануэл Боррега, Карлуш Кампуш ди Андраде, Мариу Томе, Антониу Куку Роза, Диниш Алмейда, капитан-лейтенант Маркиш Пинту, капитан Франсишку Фариа Паулину. Ночью на 27 ноября их на самолёте доставили в тюрьму Кустойаш близ Порту. Согласно официальному сообщению № 5637 Северного военного округа в тюрьму были доставлены 51 военнослужащий, в том числе 6 капитанов, 2 лейтенанта, 2 кандидата в лейтенанты, 11 младших лейтенантов. 3 аспиранте, 12 сержантов 1-го класса, 1 сержант 2-го класса, 6 интендантов и 1 каптенармус

### 27 ноября
Несмотря на требования заменить Карлуша Фабиана на генерала Октавиу Галвана ди Фигейреду, 27 ноября было принято решение временно назначить на этот пост подполковника Рамалью Эаниша. Подразделения Центра обучения специальным операциям из Ламегу под командованием майора Лину занимают расположение 1-го артиллерийского полка (RALIS) в Лиссабоне. Делегация десантников из Танкуша встречается с президентом Коштой Гомишем и генералом Жозе Мораишем да Силвой для обсуждения вопроса о нормализации ситуации вокруг их учебной базы.
Вашку Лоуренсу вступает в должность военного губернатора Лиссабона и командующего военным округом
27 ноября происходят взрывы в Виана-ди-Каштелу, Браге и Порту

### 28 ноября
Парашютисты с тренировочной базы в Танкуше сдаются властям. Вооружённое выступление окончено. Национальное радио распространяет коммюнике об отставке Отелу Сарайва ди Карвалью и Карлуша Фабиана, о роспуске КОПКОН и передаче его функций Генеральному штабу и о назначении подполковника Рамалью Эаниша временно исполняющем обязанности начальника Главного штаба сухопутных сил. Национальный секретариат Португальской социалистической партии заявляет, что 25 ноября путч потерпел поражение, победила демократия. ПСП критикует причастность к восстанию политических организаций и указывает на провокационную роль ПКП. Социалисты обвиняют коммунистов в намерении уничтожить государство и экономику Португалии («apostado em destruir o Estado e a economia»). Возобновляет деятельность VI Временное правительство. Прекращена всякая деятельность в расположении 1-го инженерного полка в Понтинья, где с 25 апреля 1974 года располагался штаб Движения вооружённых сил. Был арестован бывший заместитель Вашку Гонсалвиша в V Временном правительстве подполковник-инженер Антониу Арнан Метелу, Генеральный штаб выдал ордера на арест полковника Варелы Гомиша, капитана Дурана Клементе и лидеров ультралевых организаций. Директивой Революционного совета было приостановлено издание левых газет, которые поддержали выступление 25 ноября, члены их дирекций уволены.

## Оценки событий
Оценки событий ноябрьского кризиса 1975 года в Португалии сильно разнятся в зависимости от политических взглядов тех, кто эти события оценивает. Кроме того, в отличие от событий 11 марта 1975 года, где попытка переворота не вызывала сомнений, имела план, явных руководителей и ясные цели, выступление 25 ноября не имело таких черт. В нём не прослеживалось ни чётких военных и политических целей, ни открытого намерения захватить государственную власть, она не имела плана и координации, никто не хотел брать на себя общее руководство действиями.
- Правые круги Португалии считали, что 25 ноября был положен конец опасной для страны тенденции сползания к коммунизму;
- События 25 ноября 1975 года считали и контрреволюционным переворотом (например, Вашку Гонсалвиш);
- Мариу Суареш в своих мемуарах писал, что «25 ноября спасло революцию», иначе "история Португалии обогатилась бы «Лиссабонской коммуной»[3];
- Как и в случае с 11 марта 1975 года, в европейской прессе возникли версии о том, что выступление было преднамеренно спровоцировано. 27 ноября 1975 года во Франции об этом одновременно написали и «Le Monde», и коммунистическая «L’Humanite». В пользу этой версии приводились такие аргументы, как отсутствие у восставших плана, координации действий и даже связи, лёгкость победы правительства. «Le Monde» писала, что эта лёгкость «удивила многих наблюдателей. В связи с этой лёгкостью у них даже напрашивался вопрос: не были ли события 25 и 26 ноября подстроены умеренными элементами из Революционного совета и высшего командования для того, чтобы выявить левацкие части, а парашютисты Танкуша довольно наивно послужили приманкой»;
- советская историография не рассматривала события 25 ноября 1975 года как попытку государственного переворота, а видела в них скорее стихийное выступление разрозненных воинских частей с политическими и кадровыми требованиями.

- И. С. Фесуненко считал, что стратегический перевес был на стороне восставших, но генерал ди Карвалью, от которого они ждали приказов, боялся гражданской войны и бездействовал, чем обрёк выступление в защиту революции на неудачу.

- В. И. Суханов указывал на хаотичность и нецелесообразность действий восставших, называл действия парашютистов 25 ноября «неразумными» и не исключал версии о спровоцированности выступления с целью разгрома левых в армии. Он с некоторой иронией относился к Отелу Сарайва ди Карвалью и его роли, к действиям восстававших, которые виделись скорее жертвами, чем мятежниками.

- В. И. Цоппи с марксистских позиций наиболее жестко критиковал португальских революционеров, указывая на их идеологические ошибки как на причину ноябрьских событий. Глава о выступлении левонастроенных офицеров была им названа «Западня». Цоппи писал — «Было бы несправедливо утверждать, что все участники 25 ноября были политическими проходимцами, хотя есть основания полагать, что их рядах были и нанятые провокаторы». «Их поражение… ещё раз подтверждало вредоносность стихийности и импровизации в классовой борьбе». «Условия общественно-экономического развития Португалии в ноябре 1975 года никак не свидетельствовали, что революционный переворот назрел. Мятежники, видевшие себя в амплуа передовых элементов и революционных творцов, этого обстоятельства просто не учитывали». «Идеологические невежество, органично свойственное ультралевым, отражало их субъективизм, их уверенность в том, что решающая роль в новой португальской истории принадлежит революционному насилию безотносительно к объективным условиям».